# Prosymna lineata
Espèce
Synonymes
- Temnorhynchus lineatus Peters, 1871

Prosymna lineata est une espèce de serpents de la famille des Lamprophiidae. 

## Répartition
Cette espèce se rencontre en Afrique du Sud, au Zimbabwe et au Mozambique.

## Publication originale
- Peters, 1871 : Über neue Reptilien aus Ostafrika und Sarawak (Borneo), vorzüglich aus der Sammlung des Hrn. Marquis J. Doria zu Genua. Monatsberichte der Königlichen Akademie der Wissenschaften zu Berlin, vol. 1871, p. 566-581 (texte intégral).